# Hold'em
Hold'em är en grupp pokervarianter. 
Termen används ofta synonymt med Texas hold'em men innefattar egentligen en hel grupp av besläktade pokerspel som alla utgår från urvarianten Texas hold'em. Gemensamt för alla dessa spel är att varje spelare får ett antal egna kort som kombineras med gemensamma kort på bordet, till skillnad från till exempel mörkpoker och stötpoker där inga kort är gemensamma.
För mer detaljerad information om spelets gång se artikeln om Texas hold'em.

## Exempel på hold'em-varianter
- Texas hold'em
- Omaha hold'em
- Irish hold'em
- Crazy Pineapple